# Dendrobium blumei
Dendrobium blumei är en orkidéart som beskrevs av John Lindley. Dendrobium blumei ingår i släktet Dendrobium, och familjen orkidéer. Inga underarter finns listade i Catalogue of Life.